# خورخي إشافاريا
خورخي إشافاريا (بالإسبانية: Arturo Echavarría)‏ هو لاعب كرة قدم مكسيكي في مركز الوسط، ولد في 18 يناير 1988 في ريو غراندي في الولايات المتحدة. لعب مع نادي كيريتارو.

## وصلات خارجية
- خورخي إشافاريا على موقع قاعدة بيانات كرة القدم.إي يو (الإنجليزية)
- خورخي إشافاريا على موقع Soccerway.com (الإنجليزية)